# 465 أليكتو
اليستو هو الكويكب رقم 465 الذي تم اكتشافه من قبل عالم الفلك ماكس ولف من مرصد هايدلبرغ وكان ذلك في 13 يناير من عام 1901 في ألمانيا.